# سلطان ترنگانو
سلطان ترنگانو (به انگلیسی: Sultan of Terengganu) عنوان حکمران مشروطه ایالت ترنگانو در مالزی است. هم‌اکنون سلطان در این ایالت، میزان زین‌العابدین است که هجدهمین سلطان ایالت می‌باشد و از سال ۲۰۰۶ تا ۲۰۱۱ به عنوان سیزدهمین یانگ دی‌پرتوان آگونگ (پادشاه مالزی) بر این کشور حکمرانی کرد. او پیشوای اسلام و خاستگاه تمام عنوان‌ها، بلندمرتبگی و بزرگ‌منشی در ایالت است.

## تاریخچه
در سال ۱۷۲۵، ترنگانو با به کار گماردن اولین سلطان تحت نام زین‌العابدین یکم به عنوان یک سلطان‌نشین مستقل پدیدار شد. سلطان سلیمان در سال ۱۷۴۱، سلطان منصور را به عنوان حاکم ترنگانو منصوب کرد. سلطان منصور که در بین مردم تحت فرمانروایی خود محبوب بود برای مقابله با نفوذ فزاینده قوم بوگیس یک همبستگی قوی را بین مالایی‌ها بوجود آورد. توصیفات اروپایی‌ها‌ از آن دوران با تمجید از حکمرانی با یک سازماندهی خوب، تحت رهبری او همراه است.

## فهرست سلطان‌ها
1. ۱۷۲۵–۱۷۳۳: زین‌العابدین شاه یکم
2. ۱۷۳۳–۱۷۹۳: منصور رعایت شاه یکم
3. ۱۷۹۳–۱۸۰۸: زین‌العابدین شاه دوم
4. ۱۸۰۸–۱۸۳۰: احمد معظم شاه یکم
5. ۱۸۳۰–۱۸۳۱: عبدالرحمان شاه
6. ژانویه-آوریل ۱۸۳۱: داود (Dzaudd) رعایت شاه
7. ۱۸۳۱ (به‌طور مشترک): عمر رعایت شاه و منصور شاه دوم
8. ۱۸۳۷–۱۸۳۱: منصور رعایت شاه دوم
9. ۱۸۳۹–۱۸۳۷: محمد معظم شاه یکم
10. ۱۸۷۶–۱۸۳۹: عمر رعایت شاه
11. ۱۸۷۷–۱۸۷۶: محمود مصطفی شاه
12. ۱۸۸۱–۱۸۷۷: احمد معظم شاه دوم
13. ۱۹۱۸–۱۸۸۱: زین‌العابدین سوم
14. ۱۹۲۰–۱۹۱۸: محمد معظم شاه دوم
15. ۱۹۴۲–۱۹۲۰: سلیمان بدرالعالم شاه
16. ۱۹۴۵–۱۹۴۲: علی شاه
17. ۱۹۷۹–۱۹۴۵: اسماعیل ناصرالدین شاه
18. ۱۹۹۸–۱۹۷۹:  محمود المکتفی بالله شاه
19. اکنون–۱۹۹۸: میزان زین‌العابدین